# Thomas Pöck
Thomas Dietmar Pöck (Klagenfurt, 2 dicembre 1981) è un hockeista su ghiaccio austriaco.

## Carriera
In NHL ha giocato con New York Rangers (2003/04, 2005-2007, 2007/08) e New York Islanders (2008/09). Inoltre ha vestito le maglie di Hartford Wolf Pack (in quattro periodi dal 2004 al 2008 in AHL), Charlotte Checkers (2004/05), Rapperswil-Jona Lakers (2009-2011 in NLA), Modo Hockey (2011/12), Lake Erie Monsters (2012/13), EC KAC (2013-2016) e Graz 99ers (dal 2016).
Con la nazionale austriaca ha preso parte a due edizioni dei Giochi olimpici invernali (2002 e 2014) e a cinque edizioni dei campionati mondiali (2002, 2003, 2004, 2005 e 2013).